# Regla de la cadena (probabilitat)
En la teoria de la probabilitat, la regla de la cadena (també anomenada regla general del producte) descriu com calcular la probabilitat de la intersecció d'esdeveniments, no necessàriament independents, o la distribució conjunta de variables aleatòries, respectivament, utilitzant probabilitats condicionals. Aquesta regla permet expressar una probabilitat conjunta només en termes de probabilitats condicionals. La regla s'utilitza notablement en el context de processos estocàstics discrets i en aplicacions, per exemple, l'estudi de xarxes bayesianes, que descriuen una distribució de probabilitats en termes de probabilitats condicionals.

## Regla de cadena per a esdeveniments

### Dos esdeveniments
Per a dos actes {\displaystyle A} i {\displaystyle B}, la regla de la cadena estableix que
{\displaystyle \mathbb {P} (A\cap B)=\mathbb {P} (B\mid A)\mathbb {P} (A)}
on {\displaystyle \mathbb {P} (B\mid A)} denota la probabilitat condicional de {\displaystyle B} donat {\displaystyle A}.

### Exemple
Una urna A té 1 bola negra i 2 boles blanques i una altra urna B té 1 bola negra i 3 boles blanques. Suposem que triem una urna a l'atzar i després seleccionem una bola d'aquesta urna. Deixa l'esdeveniment {\displaystyle A} estar escollint la primera urna, és a dir {\displaystyle \mathbb {P} (A)=\mathbb {P} ({\overline {A}})=1/2}, on {\displaystyle {\overline {A}}} és l'esdeveniment complementari de {\displaystyle A}. Deixa l'esdeveniment {\displaystyle B} ser l'oportunitat de triar una bola blanca. La possibilitat d'escollir una bola blanca, donat que hem escollit la primera urna, és {\displaystyle \mathbb {P} (B|A)=2/3.} La intersecció {\displaystyle A\cap B} després descriu l'elecció de la primera urna i d'una bola blanca. La probabilitat es pot calcular mitjançant la regla de la cadena de la següent manera:
{\displaystyle \mathbb {P} (A\cap B)=\mathbb {P} (B\mid A)\mathbb {P} (A)={\frac {2}{3}}\cdot {\frac {1}{2}}={\frac {1}{3}}.}

### Fins i molts esdeveniments
Per a esdeveniments {\displaystyle A_{1},\ldots ,A_{n}} la intersecció de la qual no té probabilitat zero, diu la regla de la cadena
{\displaystyle {\begin{aligned}\mathbb {P} \left(A_{1}\cap A_{2}\cap \ldots \cap A_{n}\right)&=\mathbb {P} \left(A_{n}\mid A_{1}\cap \ldots \cap A_{n-1}\right)\mathbb {P} \left(A_{1}\cap \ldots \cap A_{n-1}\right)\\&=\mathbb {P} \left(A_{n}\mid A_{1}\cap \ldots \cap A_{n-1}\right)\mathbb {P} \left(A_{n-1}\mid A_{1}\cap \ldots \cap A_{n-2}\right)\mathbb {P} \left(A_{1}\cap \ldots \cap A_{n-2}\right)\\&=\mathbb {P} \left(A_{n}\mid A_{1}\cap \ldots \cap A_{n-1}\right)\mathbb {P} \left(A_{n-1}\mid A_{1}\cap \ldots \cap A_{n-2}\right)\cdot \ldots \cdot \mathbb {P} (A_{3}\mid A_{1}\cap A_{2})\mathbb {P} (A_{2}\mid A_{1})\mathbb {P} (A_{1})\\&=\mathbb {P} (A_{1})\mathbb {P} (A_{2}\mid A_{1})\mathbb {P} (A_{3}\mid A_{1}\cap A_{2})\cdot \ldots \cdot \mathbb {P} (A_{n}\mid A_{1}\cap \dots \cap A_{n-1})\\&=\prod _{k=1}^{n}\mathbb {P} (A_{k}\mid A_{1}\cap \dots \cap A_{k-1})\\&=\prod _{k=1}^{n}\mathbb {P} \left(A_{k}\,{\Bigg |}\,\bigcap _{j=1}^{k-1}A_{j}\right).\end{aligned}}}

### Exemple 1
Per {\displaystyle n=4}, és a dir, quatre esdeveniments, diu la regla de la cadena
{\displaystyle {\begin{aligned}\mathbb {P} (A_{1}\cap A_{2}\cap A_{3}\cap A_{4})&=\mathbb {P} (A_{4}\mid A_{3}\cap A_{2}\cap A_{1})\mathbb {P} (A_{3}\cap A_{2}\cap A_{1})\\&=\mathbb {P} (A_{4}\mid A_{3}\cap A_{2}\cap A_{1})\mathbb {P} (A_{3}\mid A_{2}\cap A_{1})\mathbb {P} (A_{2}\cap A_{1})\\&=\mathbb {P} (A_{4}\mid A_{3}\cap A_{2}\cap A_{1})\mathbb {P} (A_{3}\mid A_{2}\cap A_{1})\mathbb {P} (A_{2}\mid A_{1})\mathbb {P} (A_{1})\end{aligned}}}

### Exemple 2
Extraïm aleatòriament 4 cartes (una a la vegada) sense reemplaçar de la baralla amb 52 cartes. Quina és la probabilitat que hàgim escollit 4 asos?
Primer, sigui {\textstyle A_{n}:=\left\{{\text{treure un as en  }}n{\text{ intents}}\right\}}. Òbviament, obtenim les següents probabilitats
{\displaystyle \mathbb {P} (A_{1})={\frac {4}{52}},\qquad \mathbb {P} (A_{2}\mid A_{1})={\frac {3}{51}},\qquad \mathbb {P} (A_{3}\mid A_{1}\cap A_{2})={\frac {2}{50}},\qquad \mathbb {P} (A_{4}\mid A_{1}\cap A_{2}\cap A_{3})={\frac {1}{49}}}
Aplicant la regla de la cadena,
{\displaystyle \mathbb {P} (A_{1}\cap A_{2}\cap A_{3}\cap A_{4})={\frac {4}{52}}\cdot {\frac {3}{51}}\cdot {\frac {2}{50}}\cdot {\frac {1}{49}}={\frac {24}{6497400}}}

## Regla de cadena per a variables aleatòries discretes

### Dues variables aleatòries
Per a dues variables aleatòries discretes {\displaystyle X,Y}, fem servir els esdeveniments {\displaystyle A:=\{X=x\}} i {\displaystyle B:=\{Y=y\}} a la definició anterior i trobeu la distribució conjunta com
{\displaystyle \mathbb {P} (X=x,Y=y)=\mathbb {P} (X=x\mid Y=y)\mathbb {P} (Y=y),}
o
{\displaystyle \mathbb {P} _{(X,Y)}(x,y)=\mathbb {P} _{X\mid Y}(x\mid y)\mathbb {P} _{Y}(y),}
on {\displaystyle \mathbb {P} _{X}(x):=\mathbb {P} (X=x)} és la distribució de probabilitat de {\displaystyle X} i {\displaystyle \mathbb {P} _{X\mid Y}(x\mid y)} distribució de probabilitat condicional de {\displaystyle X} donat {\displaystyle Y}.